# Juli 1936
| Deze maand                                                                                              |
| --- |
| - Sancties tegen Italië opgeheven - Dardanellenconferentie afgesloten - Spaanse Burgeroorlog breekt uit |

De volgende gebeurtenissen speelden zich af in juli 1936. Sommige gebeurtenissen kunnen één of meer dagen te laat zijn vermeld doordat ze op de datum staan aangegeven waarop ze in het nieuws kwamen in plaats van de datum waarop ze daadwerkelijk plaatsvonden.
- 1: Het Verenigd Koninkrijk en Frankrijk komen tot overeenstemming betreffende de wijze van handelen rond de Italiaanse verovering van Abessinië. De sancties worden opgeheven. De verovering wordt niet erkend, maar ook niet in scherpe woorden veroordeeld.
- 1: De zeelieden in België gaan, zoals diverse bedrijfstakken voor hen, in staking. Ze eisen loonsverhoging en betere arbeidsomstandigheden.
- 3: De Tsjecho-Slowaakse journalist Stefan Lux pleegt zelfmoord in de zaal van de Volkenbond om te protesteren tegen de antisemitische maatregelen in Duitsland.
- 4: De Volkenbond bespreekt de situatie in Danzig, waar de nationaalsocialistische leider Artur Greiser zich sterk tegen volkenbondsafgevaardigde Seán Lester keert, en de oppositie onderdrukt. De Volkenbond spreekt haar vertrouwen in Lester uit.
- 4: De stakingen in Antwerpen breiden zich uit.
- 5: Haile Selassie vraagt namens Abessinië een lening van 10 miljoen pond. Ook verzoekt hij de staten van de Volkenbond de annexatie van Abessinië door Italië niet te erkennen.
- 5: Abessinië meldt de Volkenbond dat een nieuwe regering gevormd is, gezeteld te Gore.
- 6: De Bulgaarse premier Georgi Kyoseivanov dient het ontslag van zijn kabinet in en vormt een nieuwe regering.
- 6: De Volkenbond besluit de sancties tegen Italië per 15 juli op te heffen.
- 7: De uitslag van een referendum betreffende autonomie voor Galicië wordt bekendgemaakt. 73% van de kiezers stemden voor autonomie.
- 10: Het Verenigd Koninkrijk trekt haar vlootversterkingen uit de Middellandse Zee terug.
- 11: De conferentie die de Turkse wens tot remilitarisering van de Dardanellen bespreekt, geraakt opnieuw in een impasse.
- 11: In een memorandum schrijven Arabische ambtenaren in Palestina dat slechts het stopzetten van de Joodse immigratie de onlusten in het land kan doen ophouden.
- 11: Duitsland en Oostenrijk sluiten een overeenkomst. De onafhankelijkheid van Oostenrijk wordt bevestigd, en de staten beloven zich niet te mengen in elkaars binnenlandse politieke aangelegenheden.
- 12: De Spaanse luitenant José Castillo wordt door monarchisten vermoord.
- 13: José Calvo Sotelo, de leider van de monarchisten in Spanje, wordt vermoord.
- 13: De Spaanse regering veroordeelt de oproeren, in het bijzonder de moorden op Castello en Sotelo.
- 15: De sancties tegen Italië, opgelegd in verband met de oorlog tegen Abessinië, worden opgeheven.
- 15: De conferentie betreffende de gedemilitariseerde zone rond de Dardanellen komt tot een besluit.
  - Turkije mag de Dardanellen militair herbezetten.
  - Wanneer Turkije in een oorlog neutraal is, worden de Dardanellen voor oorlogsschepen gesloten, behoudens enkele expliciete uitzonderingen.
- 16: Letland erkent de Italiaanse annexatie van Abessinië.
- 16: Het gemeentebestuur van Beilen komt bij een verkeersongeluk bij Assen om het leven.
- 17: De Britse regering meldt dat Duitsland, in weerwil van zijn gedemilitariseerde status in het verdrag van Versailles, Helgoland heeft versterkt.
- 18: In Spanje, beginnend in Spaans-Marokko, komt het tot een opstand in het leger. Leiders van de opstand zijn de generaals Francisco Franco en Emilio Mola.
- 19: De Ierse journalist Jerome Bannigan wordt gearresteerd bij een vermeende poging tot aanslag op koning Eduard VIII.
- 19: Ceuta en Melilla worden gebombardeerd door regeringstroepen.
- 19: De Spaanse premier Casares Quiroga treedt af. Hij wordt aanvankelijk vervangen door Martinez Barrio, uiteindelijk door José Geral.
- 20: Een aantal regeringsdecreten in Danzig komen feitelijk neer op het buiten werking stellen van de grondwet. In vele Poolse steden wordt tegen de maatregelen geprotesteerd.
  - Verenigingen die staatsgevaarlijke berichten verspreiden kunnen worden ontbonden
  - Politieke politiemaatregelen (zoals beperking van recht van vereniging, vergadering en drukpers) behoeven geen toestemming van de rechtbank
  - Voorlopige detentie wordt verlengd van 3 weken naar 3 maanden
- 20: In Montreux wordt het verdrag getekend, dat de uitkomst van de Dardanellenconferentie bevat. Turkije begint vrijwel ogenblikkelijk aan de herbezetting van de Dardanellen.
- 20: Bij een poging zich bij de opstandelingen aan te sluiten, stort generaal José Sanjurjo met zijn vliegtuig neer en komt om.
- 21: In Frankrijk wordt de oorlogsindustrie genationaliseerd.
- 22: In Oostenrijk wordt aan ongeveer 10.000 politieke gevangenen van diverse signatuur amnestie verleend.
- 23: In Frankrijk wordt de Parti Populaire Français opgericht onder leiding van Jacques Doriot.
- 24: De commissie die de rechten van Indo-Europeanen op grond in Nederlands-Indië onderzoekt, stelt dat het opheffen van het vervreemdingsverbod, dat dergelijke grondverkrijging moeilijk tot onmogelijk maakt, geen goed idee is, maar dat er wel meer uitzonderingen, rekening houdend met het Indische 'adat'-recht moeten worden mogelijk gemaakt.
- 24: De intergouvernementele conferentie in het kader van de Volkenbond betreffende de juridische status van Duitse vluchtelingen komt tot een besluit.
- 25: De Nederlandse regering heeft ingestemd met de meeste voorstellen van de staatscommissie betreffende de grondwetwijziging, met uitzondering van het voorstel tot inperking van de vrijheid van drukpers.
- 27: Nationalistische soldaten vanuit Spaans-Marokko worden overgevlogen naar Spanje en verslaan in Zuid-Spanje regeringstroepen.
- 29: Bij nationaalsocialistische betogingen in Oostenrijk ten gunste van de Anschluss tijdens het Olympisch feest worden circa 100 personen gearresteerd.
- 30: Het Duitse gezantschap in Wenen wordt verheven tot ambassade. Gezant Franz von Papen wordt benoemd tot ambassadeur.

En verder:
- De anti-Joodse onlusten in Palestina houden aan
- In Frankrijk zijn nog steeds stakingen. Op sommige plaatsen breken nieuwe stakingen uit, op andere plaatsen worden juist stakingen beëindigd.
- De luchthaven Rhein-Main bij Frankfurt wordt geopend.
- Amsterdam zal in 1940 een wereldtentoonstelling huisvesten.
- Na het uitbreken van de opstand in Spanje worden grote gebieden door beide partijen gewonnen en verloren.
- Nicaragua stapt uit de Volkenbond. Het land is van mening dat de organisatie te weinig doet om een dreigende oorlog in Europa te voorkomen.
- Abessijnse guerrillastrijders doen een aanval op Addis Abeba, die echter door de Italianen wordt afgeslagen.

<< · januari · februari · maart · april · mei · juni · juli · augustus · september · oktober · november · december · >>